# Тімішоарський Банат

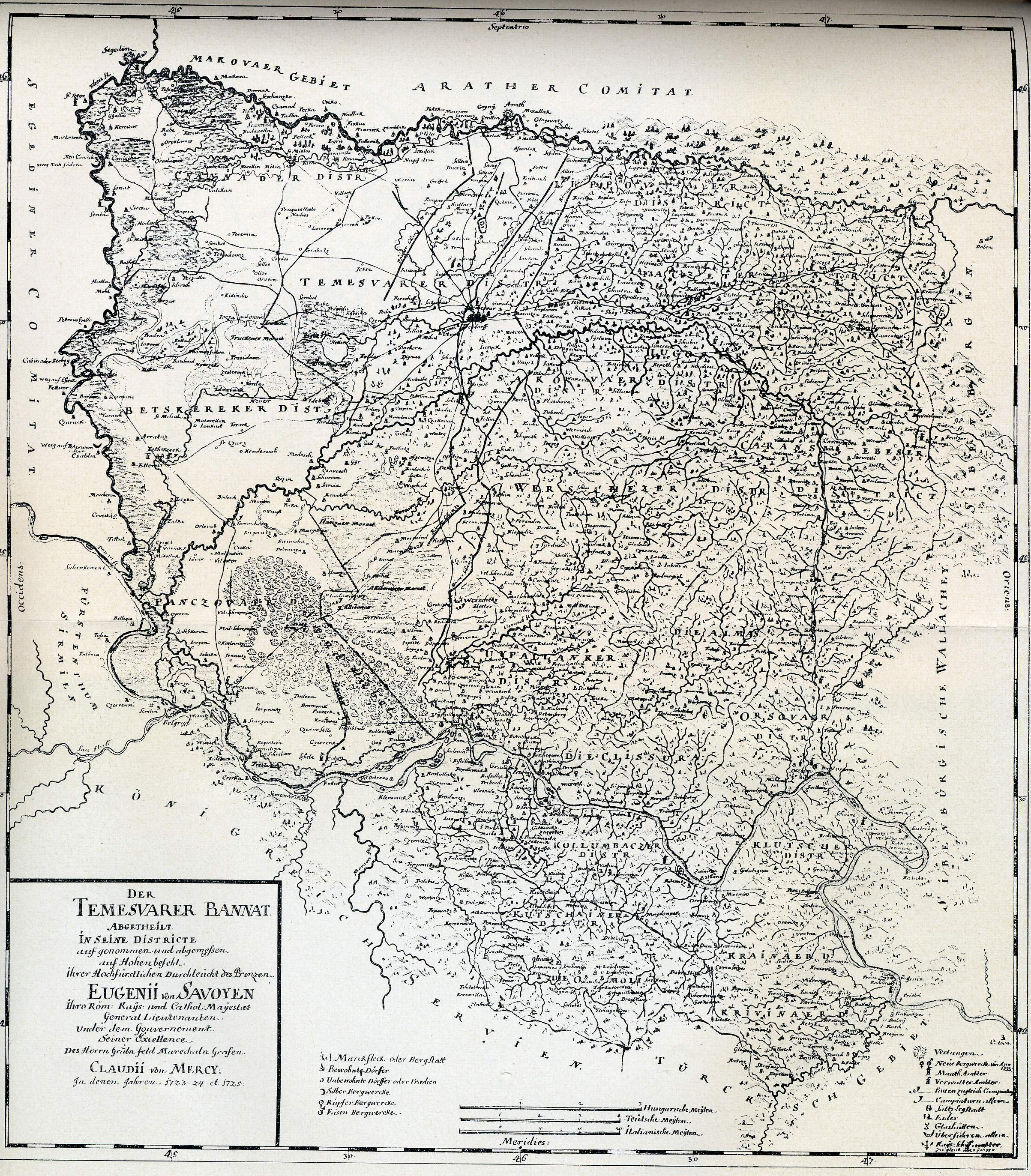
Тімішоарський банат у 1718-1739 рр.

Тімішоарський Банат (нім. Temescher Banat) — провінція Габсбурзької монархії, яка існувала з 1718 по 1778 рік.

## Історія
У 1716 р. під час австро-турецької війни Банат захопили війська Євгенія Савойського і згідно з Пожаревацьким миром ці землі відійшли до Габсбурзької монархії. Габсбурги відмовилися сприймати організацію місцевої влади, ігнорували вимоги румунів. Новоприєднані землі назвали Тімішоарський Банат (від назви території Банат), який розділили на 7 округів. Адміністрація — змішаного типу: військово-громадська адміністрація, яка охороняла кордони.
У 1737 р. Габсбурзька монархія офіційно виступила на стороні Росії у війні з Османською імперією, але в 1739 р. зазнала поразки в битві під Гроцькою (Сербія) і змушена була підписати невигідну Белградську мирну угоду, за умовами якої втратила території Сави і Дунаю.
У 1778 р. Тімішоарський Банат було ліквідовано, а його землі приєднано до складу габсбурзького  Угорського королівства.

## Економіка
Австро-турецькі війни стали причиною великих міграцій населення, і на новоприєднаних територіях не вистачало робочих рук. Із спадкоємців колишніх середньовічних землевласників повернулися не всі. Від імені імператора завойованими областями стали керувати у Двірцевій палаті, яка стала продавати маєтки чи дарувати їх за заслуги.
Брак населення обмежував можливості використання природних ресурсів областей, відомих своїм економічним потенціалом, що стало особливо очевидно після завершення в Банаті до 1766 року робіт з осушення боліт і регулювання Тіміша.
У 1763 році Двірцевою палатою було видано «Патент про колонізацію», і в 1770 році в Банат хлинула потужна хвиля колоністів з Центральної Європи (11 тисяч сімей — 42 тисячі осіб), в результаті чого з'явилися численні Банатські шваби. Також сюди прибули угорці, які утворили кілька сіл, і словаки, з високогірних районів приходили румуни, а з півдня переселялися серби і болгари, торговельні справи приводили в міста вірмен і євреїв.

## Губернатори
- Клаудіус Мерсі[1].
- Франц Леопольд Енгельсхофен